# Burton Snowboards
Burton Snowboards es una compañía de material snowboard fundada por Jake Burton en 1977 en Vermont, Estados Unidos. Burton abarca desde tablas de snowboard hasta botas, fijaciones y ropa de calle.

## Historia
La historia del snowboard está estrechamente ligada a la historia de Jake Burton y su compañía, Burton Snowboards. El snowboard es un deporte, relativamente, reciente. Sus orígenes se remontan a la década de los años 60 y 70.
Se ha considerado a Jake Burton como el creador de este deporte extremo. Sin embargo, como él reconoce, ha sido un gran impulsor de este deporte a nivel mundial hasta el punto de haber sido llevado a los Juegos Olímpicos de Invierno.
En las navidades de 1977, Jake dejó su trabajo en Nueva York para marcharse a Londonderry, Vermont, donde comenzó a fabricar sus primeras tablas de snowboard. Las ventas no tuvieron apenas éxito y, en vez de promocionar más intensamente sus productos se limitó a probar él mismo sus tablas y, a la vez, promocionar ese, aún, inaudito deporte. Pasó tres años en Austria con su mujer para observar de primera mano cómo era el proceso de fabricación de esquíes y sus resultados.
Desde entonces y más de 25 años después, Burton Snowboards ha sido y es el líder en fabricación de tablas de snowboard, fijaciones, botas, abrigos, guantes y toda clase de material técnico para el snowboard. La compañía posee varias divisiones como Anon Optics (gafas de snowboard), R.E.D. Protection (cascos y material de seguridad), Analog Outerwear (ropa urbana) y Gravis Footwear (calzado). En 2005, Four Star Distribution vendió toda su sección de compañías de snowboard a Burton, entre las que se incluían Forum Snowboarding, Jeenyus Snowboards, Foursquare Outerwear y Special Blend (SB) Outerwear. Burton también posee Channel Island Surf Co.

## Burton hoy
Burton ha impulsado el crecimiento del snowboard en todo el mundo mediante su equipo de riders profesionales y programas como Learn To Ride (LTR), Chill Foundation y Open Snowboarding Championships. Su sede principal se encuentra en Burlington, Vermont, y además tiene oficinas internacionales en Innsbruck, Austria y Tokio, Japón.
El Learn To Ride Boarding School es un programa de diversos niveles, donde profesionales cualificados imparten cursos de snowboard a adultos y niños en 13 países de todo el globo. El programa incluye los niveles: Learn To Ride Center (aprendizaje del snowboard para adultos), Kids' Learn To Ride Centers (clases para niños), Women's Learn To Ride Centers (campus de clases de snowboard para chicas) y Learn To Ride Freestyle Center (clases de nivel avanzado, para entrar directamente al half pipe).
Recientemente, Motorola y Burton presentaron en la Estación de Esquí de Baqueira un nuevo traje de snowboard que permitirá a los riders una comunicación sin cables mientras se deslizan por la nieve o escuchar música en sus iPod. Tanto las cazadoras como los nuevos cascos y gorros cuentan con tecnología Bluetooth que proporcionará a los esquiadores una conectividad inalámbrica de alto rendimiento y una reproducción de alta fidelidad.

## Equipo de Burton
GLOBAL
- Hombres:

Shaun White,
Terje Haakonsen,
Danny Davis,
Mark McMorris,
Mikey Rencz,
Mikkel Bang,
Marko Grilc,
Mark Sollors,
Mark Sollors.
- Mujeres:

Anne-Flore Marxer,
Anne Molin Kongsgaard,
Victoria Jealouse,
Hannah Teter,
Kelly Clark,
Natasza Zurek,